# 莱伊尼
莱伊尼（義大利語：Leinì），是意大利都灵省的一个市镇。总面积32.45平方公里，人口15029人，人口密度463.1人/平方公里（2009年）。ISTAT代码为001130。

## 友好城市
- Bangolo 2004年